# Ключников, Фёдор Владимирович
Фёдор Владимирович Ключников (род. 14 июня 1990, Красноярск, СССР) — российский профессиональный баскетболист, играющий на позиции атакующего защитника.

## Карьера
На протяжении пяти лет Федор был игроком молодёжного и основного состава новосибирского клуба «Сибирьтелеком-Локомотив».
Сезон 2011/2012 начал в составе БК «Рязань», проведя 14 матчей, в которых набирал 8,8 очка, 2,5 подбора, 1,1 передачи и 0,6 перехвата. Своей игрой в составе рязанской команды Фёдор обратил внимание «Нижнего Новгорода», в который перешёл по ходу чемпионата.
В сезоне 2012/2013 выступал за саранский клуб «Рускон-Мордовия».
В июле 2013 года стал игроком «Урал», подписав контракт на один сезон. Выступая в чемпионате российской Суперлиги, Фёдор проводил на паркете в среднем по 16 минут за игру. Этого времени защитнику хватало для того, чтобы набирать статистику равную 8 очкам, 2 подборам и 1 результативной передаче. Вместе со своими партнёрами принимал участие в Еврочелендже, где «Урал» сумел добраться до стадии Топ-16.
В июле 2014 года стал игроком красноярского «Енисея». В матче Единой молодёжной лиги ВТБ против питерского «Зенита-2» установил рекорд результативности турнира, набрав 46 очков. Фёдор провел на площадке 40 минут, реализовал 5 из 8 двухочковых бросков, 9 из 20 трехочковых и 9 из 11 штрафных. Кроме того, записал на свой счет 3 подбора, 1 передачу, 4 перехвата и 38 баллов за эффективность. За основную команду «Енисея» в Единой лиге ВТБ провёл 13 матчей, в среднем набирая 1.8 очка, 0.2 подбора, 0.3 передачи, 0.3 перехвата.
Перед началом сезона 2014/2015 Ключников перешёл в московское «Динамо», но из-за финансовых проблем клуба стал свободным агентом, а в октябре подписал контракт с клубом «Спартак-Приморье» до конца 2015 года. В составе владивостокской команды Ключников провёл 10 игр, набирая 13,2 очка, 3,4 подбора, 1,5 передачи, 0,9 перехвата в среднем за игру.
В конце декабря 2015 года заключил контракт с «Рязанью».
В августе 2016 года Ключников вернулся в «Спартак-Приморье». В составе команды стал бронзовым призёром Суперлиги-1 дивизион, а также был признан «Самым полезным игроком» турнира. Его средняя статистика составила 20,2 очка (42,9% трёхочковые), 3,7 передачи, 3,3 подбора и 0,8 перехвата за 35,2 минуты в 27 матчах чемпионата.
В июне 2017 года Ключников стал игроком «Автодора», но контракт не вступил в силу по медицинским показателям и Фёдор покинул расположение команды. Спустя несколько дней Фёдор и саратовский клуб договорились о том, что контракт вступит в силу с особыми условиями. В декабре было принято решение о прекращении действия контракта по обоюдному согласию сторон. В Кубке ФИБА-Европа Ключников провёл 4 матча, в среднем набирая 3,3 очка и делая 1 подбор и 0,5 передачи за 12,3 минуты. В 6 играх Единой лиги ВТБ его средняя статистика составила 1,3 очка, 0,2 передачи и 0,2 подбора за 6,4 минуты.
В декабре 2017 года Ключников пополнил состав «Темп-СУМЗ-УГМК».
В сезоне 2019/2020 Ключников стал серебряным призёром Кубка России и вошёл в символическую пятёрку турнира.
В июне 2020 года Ключников перешёл в «Руну».
В сезоне 2022/2023 Ключников в третий раз стал серебряным призёром Суперлиги.
В сезоне 2023/2024 Ключников в четвёртый раз стал серебряным призёром Суперлиги и был включён в символическую пятёрку плей-офф.

## Сборная России
В 2010 году в составе молодёжной сборной России, Ключников занял 5 место на чемпионате Европы среди юношей до 20 лет.

## Достижения
- Серебряный призёр Суперлиги (4): 2009/2010, 2021/2022, 2022/2023, 2023/2024
- Бронзовый призёр Суперлиги (5): 2008/2009, 2016/2017, 2017/2018, 2018/2019, 2024/2025
- Серебряный призёр Кубка России: 2019/2020
- Бронзовый призёр Кубка России: 2021/2022

## Статистика
| Сезон                                                                                   | Команда         | Лига                             | GP | GS | MPG  | FG%  | 3P%  | FT%   | RPG | APG | SPG | BPG | PPG |  |
| 2011/12                                                                                 | Все клубы       | Все лиги                         | 24 | 0  | 8,7  | 44,7 | 35,7 | 81,8  | 0,9 | 0,4 | 0,2 | 0,0 | 2,5 |  |
| 2011/12                                                                                 | Нижний Новгород | ПБЛ                              | 12 | 0  | 7,0  | 36,4 | 30,8 | 100,0 | 0,5 | 0,3 | 0,1 | 0,0 | 2,0 |  |
| 2011/12                                                                                 | Нижний Новгород | Единая лига ВТБ                  | 8  | 0  | 9,8  | 43,8 | 33,3 | 71,4  | 0,9 | 0,4 | 0,4 | 0,0 | 2,8 |  |
| 2011/12                                                                                 | Нижний Новгород | Кубок вызова ФИБА                | 4  | 0  | 11,5 | 66,7 | 50,0 | 0,0   | 2,0 | 0,8 | 0,0 | 0,0 | 3,8 |  |
| 2013/14                                                                                 | Урал            | Кубок вызова ФИБА                | 12 | 2  | 18,1 | 40,9 | 40,0 | 100,0 | 1,8 | 0,9 | 0,8 | 0,0 | 9,0 |  |
| 2014/15                                                                                 | Все клубы       | Все лиги                         | 19 | 1  | 6,2  | 34,4 | 29,6 | 0,0   | 0,4 | 0,3 | 0,2 | 0,1 | 1,6 |  |
| 2014/15                                                                                 | Енисей          | Единая лига ВТБ                  | 13 | 0  | 6,9  | 39,1 | 31,6 | 0,0   | 0,2 | 0,3 | 0,3 | 0,1 | 1,8 |  |
| 2014/15                                                                                 | Енисей          | Кубок вызова ФИБА                | 6  | 1  | 4,5  | 22,2 | 25,0 | 0,0   | 0,7 | 0,2 | 0,0 | 0,0 | 1,0 |  |
| 2017/18                                                                                 | Все клубы       | Все лиги                         | 14 | 4  | 9,9  | 34,5 | 28,0 | 100,0 | 0,6 | 0,4 | 0,1 | 0,0 | 2,2 |  |
| 2017/18                                                                                 | Автодор         | Единая лига ВТБ                  | 6  | 1  | 6,4  | 37,5 | 28,6 | 0,0   | 0,2 | 0,2 | 0,0 | 0,0 | 1,3 |  |
| 2017/18                                                                                 | Автодор         | Квалификация Лиги чемпионов ФИБА | 4  | 2  | 12,8 | 42,9 | 40,0 | 100,0 | 0,8 | 0,8 | 0,3 | 0,0 | 2,5 |  |
| 2017/18                                                                                 | Автодор         | Кубок Европы ФИБА                | 4  | 1  | 12,3 | 28,6 | 23,1 | 100,0 | 1,0 | 0,5 | 0,3 | 0,0 | 3,3 |  |
|                                                                                         |                 | Всего                            | 69 | 7  | 9,9  | 39,8 | 35,2 | 92,0  | 0,8 | 0,5 | 0,3 | 0,0 | 3,3 |  |
| Наведите курсор мыши на аббревиатуры в заголовке таблицы, чтобы прочесть их расшифровку |                 |                                  |    |    |      |      |      |       |     |     |     |     |     |  |